# Enlisted (jeu vidéo)
Pour les articles homonymes, voir Enlisted (homonymie).
Enlisted est un jeu de tir à la première personne basé sur un jeu en ligne massivement multijoueur (MMO) basé sur des rencontres majeures de la Seconde Guerre mondiale, développé par Darkflow Software et publié par Gaijin Entertainment. Ce sera un jeu pour le lancement de la Xbox Series X/S et une console chronométrée exclusive. Le 2 mars 2021, la bêta fermée a été mise en ligne sur PlayStation 5. Le 8 avril 2021, le jeu est sorti sur PC en tant que bêta-test ouvert.

## Gameplay
Enlisted est un jeu de tir à la première personne en ligne basé sur une équipe avec de l’infanterie, des véhicules terrestres et des avions combattant ensemble sur la même carte. Les joueurs contrôlent soit une escouade de 3 à 9 soldats (représentés par une division réelle de l’armée de leur pays respectif, telle que la 1re division d’infanterie) de différentes classes, équipées d’armes à classe restreinte telles que des fusils, des mitraillettes, des mitrailleuses, fusils de sniper, mortiers, armes antichars ou lance-flammes ; alternativement, les joueurs peuvent contrôler l’équipage d’un char ou d’un avion de chasse (au moins un de ces équipages doit être sélectionné pour être utilisé dans le menu). Les joueurs contrôlent l’un des soldats de leur escouade et peuvent donner des ordres et basculer entre les autres soldats IA de leur escouade. Les escouades, les soldats et les armes du joueur peuvent être gérés dans le menu principal, où les escouades peuvent être changées et améliorées, de nouveaux soldats et armes peuvent être achetés et des modes de jeu et des campagnes sélectionnés peuvent être changés.
Les joueurs combattent sur de grandes cartes basées sur les principales batailles de la Seconde Guerre mondiale sur le front oriental et le front occidental de celle-ci. Selon la carte, les joueurs s’affrontent en deux équipes représentant les Alliés et l’Axe ; les factions au lancement sont l’Armée rouge, l’armée des États-Unis et la Wehrmacht (la Wehrmacht de chaque campagne est une faction distincte, comme le sont deux des trois campagnes de l’Armée rouge). Au lancement, le jeu propose deux campagnes : Bataille de Moscou et l’invasion de Normandie. La faction de l’armée britannique, ainsi que les campagnes de la bataille de Tunisie et de la bataille de Berlin, ainsi que la bataille de Stalingrad sont ajoutées plus tard dans le développement du jeu.

### Modes de jeu
Depuis la version bêta ouverte sur PC, il existe actuellement deux options de matchmaking et deux modes de jeu.

#### Options de matchmaking
- Squads – Matchmaking par défaut, standard, où les joueurs apparaissent avec leurs équipes complètes.
- Combattants solitaires – Matchmaking modifié, où les joueurs n'apparaissent pas avec leurs escouades, bien qu'ils puissent sélectionner des soldats de leurs escouades pour apparaître. Si un soldat est tué, il sera indisponible pour le reste du match ; pour compenser, le nombre de spawn est augmenté. La majorité de l'interface utilisateur est cachée dans ce mode. Débloqué au niveau de campagne 3.

Un niveau tutoriel et un practice, tous deux en solo uniquement, sont également disponibles.

#### Modes de jeu
- Conquête – Les deux équipes se battent pour contrôler trois points de contrôle sur une carte. Chaque équipe est représentée par une barre colorée qui s’épuise tant que l’équipe ennemie a au moins deux points contrôlés. Le match se termine lorsque la barre d’une équipe est complètement épuisée.
- Invasion – Une équipe tente d’attaquer et de contrôler une série de cinq points de contrôle sur une grande carte, tandis que l’autre tente de défendre chaque point. Chaque point est joué un par un ; si les défenseurs perdent un point, ils doivent battre en retraite jusqu’au point suivant. Les attaquants sont limités à 1 000 soldats (y compris les soldats de l’IA). Le match se termine lorsque les attaquants sont à court de soldats ou que les défenseurs perdent tous leurs points de contrôle.
- Assaut - Semblable à l’invasion, une équipe doit défendre une série d’emplacements contre l’autre équipe, mais contrairement à l’invasion, deux points doivent être capturés à la fois pour passer à la zone suivante, et les points agissent comme dans une conquête où chaque équipe peut les capturer.

## Développement
Gaijin Entertainment et Darkflow Software (basée en Lettonie) ont annoncé le jeu pour la première fois en 2016 en tant que titre financé par le crowdfunding. Deux campagnes axées sur la bataille de Moscou et l’invasion de la Normandie ont été annoncées et d’autres campagnes seraient débloquées si leurs objectifs de financement respectifs étaient atteints. Les niveaux de financement aux niveaux les plus élevés permettraient aux contributeurs de choisir les campagnes spécifiques, s’ils sont atteints avec succès.
Le jeu a été annoncé comme un « jeu de tir à la première personne décidé par les fans, pour les fans » et qu’ils auront une contribution directe à ce que nous créons, y compris des choses comme les campagnes, les modes de jeu, même les plates-formes après PC que nous prendrons en charge ».
Le premier test de jeu public a eu lieu en avril 2020 sur PC. En novembre 2020, « l’illumination globale par lancer de rayons et le DLSS » ont été ajoutés au jeu. Le 20 mai 2021, la campagne de la bataille de Berlin a été partiellement publiée dans une bêta publique.

## Version
À l’E3 2018, Microsoft a confirmé que le jeu serait publié sur Xbox. Le premier test de jeu public a eu lieu en avril 2020 sur PC et en octobre de la même année, Microsoft a annoncé qu’Enlisted ferait partie de la du lancement de la Xbox Series X/S et d’une console exclusive. Nvidia a confirmé la sortie du jeu sur PC. Le 8 avril 2021, le jeu est sorti sur PC en tant que bêta-test ouvert.

## Accueil
XboxEra a attribué au jeu une note de 5/10, affirmant que les meilleurs éléments du jeu étaient « médiocres » et ses pires éléments « vraiment épouvantables ». XboxEra a fait l’éloge de la manipulation des armes à feu, mais a fortement critiqué le mauvais contrôle des personnages du jeu, la bande-son « générique » et le système de progression lent des joueurs, dans lequel chaque élément doit être acheté individuellement pour chaque soldat de chaque équipe.
GamesRadar+ a salué la capacité du jeu à faire en sorte que le joueur se sente « totalement impuissant » avec sa représentation de combat asymétrique, comme dans sa carte du débarquement de la bataille de Normande, où les joueurs équipés de mitrailleuses de la faction de la Wehrmacht ont le dessus sur le débarquement des Américains. Gamesradar a également écrit favorablement sur la vulnérabilité des personnages, louant la capacité du jeu à « remettre [un] à [leur] place » et à empêcher un d’agir comme « une armée à lui toute seule ». Cependant, Gamesradar a critiqué la « bruture » du jeu et la courbe d’apprentissage abrupte de son interface.